# Hůl

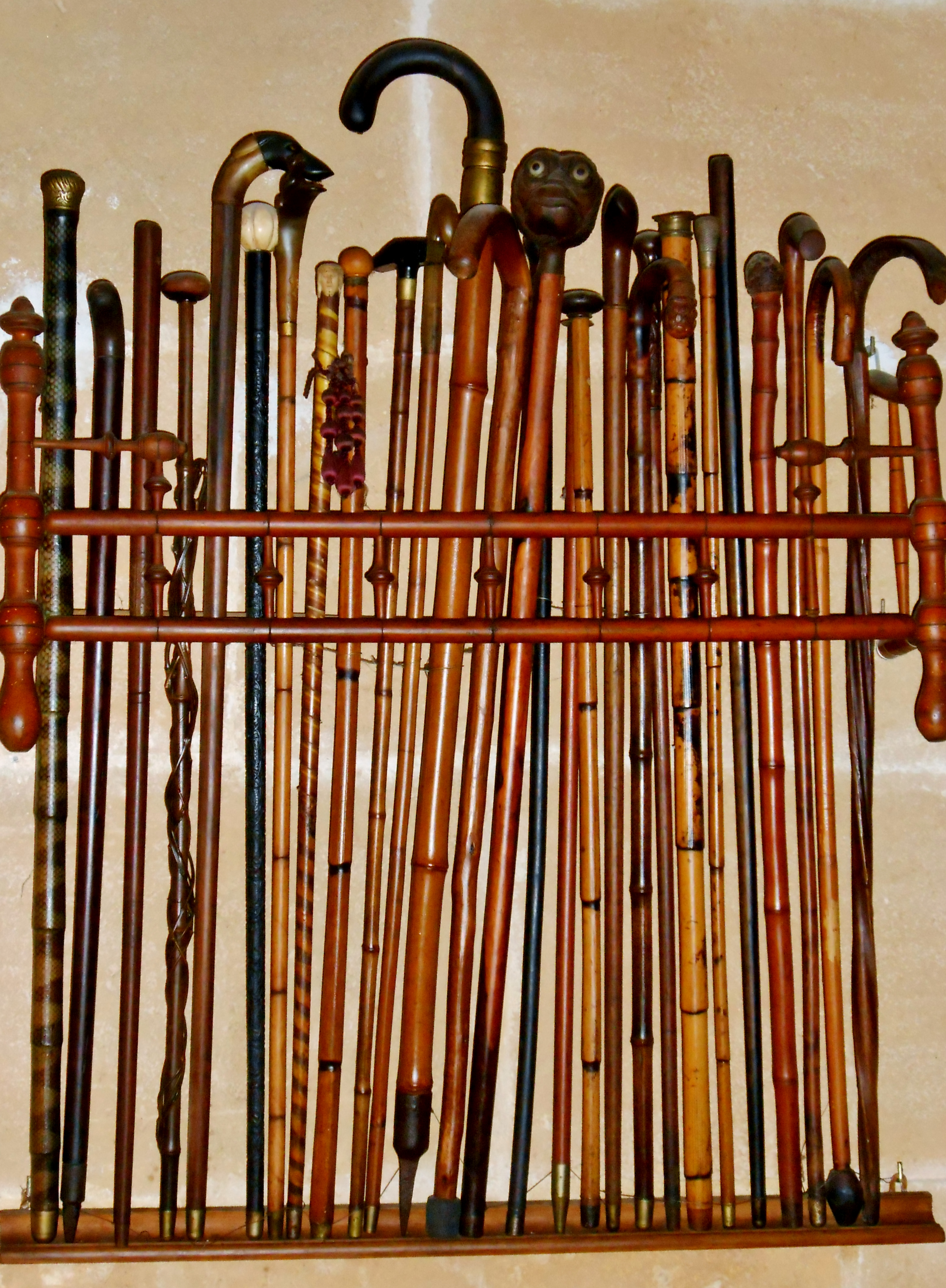
Vycházkové hole (sbírka E. Calderera, Malorca)

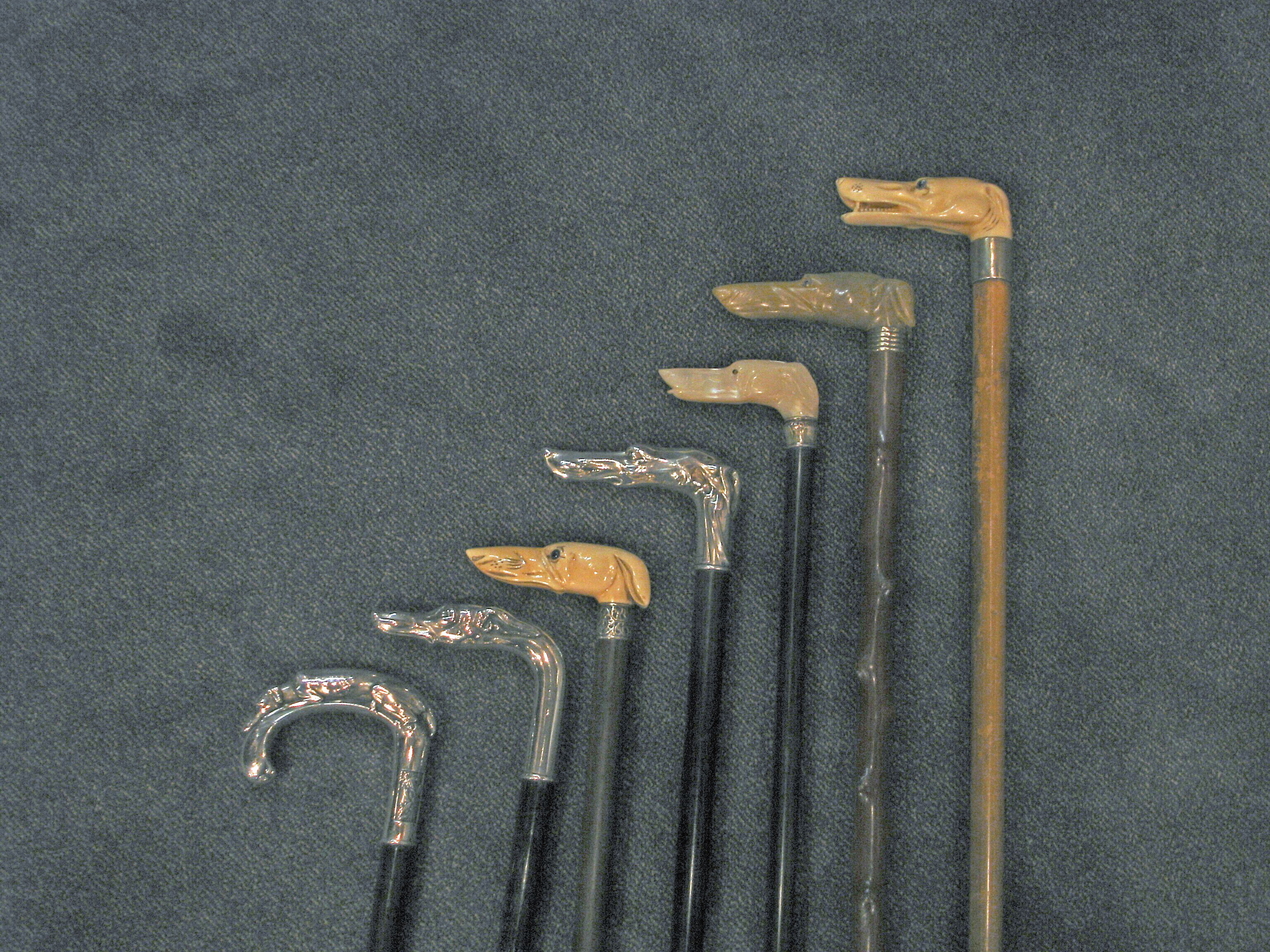
Vycházkové hole s ozdobnými hlavičkami

Hůl nebo hůlka je obvykle dřevěná nebo kovová tyč opatřená hlavičkou, která slouží jako opora při chůzi, případně jako módní doplněk. Může však sloužit i k obraně jako pastýřská hůl, nebo mít symbolický význam jako maršálská hůl nebo berla. Nerovné holi, vytvořené jako samorost z větve nebo kořene stromu, se česky říká sukovice.

## Druhy holí
- pro osoby se sníženou pohyblivostí slouží berle nebo francouzské hole
- Nevidomí používají pro kontakt s okolím a pro své odlišení bílé hole – viz slepecká hůl
  - obdobně hluchoslepé osoby nosí červenobíle pruhované hole
- vycházková hůl - též módní hůl, špacírka, také turistická
- insignie (odznaky moci či velení): velitelská hůl, maršálská hůl, žezlo panovníka či berla biskupů a dalších představitelů církve
- hůl nebo hůlka je častou rekvizitou čarodějů a mágů, zde je jí přisuzován magický význam
- sportovní náčiní – v lyžařských sportech, turistice a dalších, speciální případ hole tohoto typu představuje například hokejka, florbalka nebo golfová hůl
- pastevecká hůl se uplatňuje při pasení dobytka
- rákoska bývá vyrobena buď z loupaného či neloupaného ratanu, nebo vzácně z bambusu.
- taktovka